# Nesrine Ghedira
Nesrine Ghedira, née le 16 janvier 1994, est une coureuse cycliste tunisienne.

## Biographie
Nesrine Ghedira remporte la médaille de bronze aux championnats d'Afrique de VTT 2018 au Caire.

## Palmarès sur VTT
- 2018
  -  Médaillée de bronze des championnats d'Afrique de VTT

## Palmarès sur route
- 2019
  - 2e du championnat de Tunisie sur route
  - 2e du championnat de Tunisie du contre-la-montre